# De rechtvaardige rechters (paneel)
Onder De rechtvaardige rechters verstaat men het paneel linksonder van Het Lam Gods, een polyptiek dat boven het altaar hing van de Vijd-kapel in de Sint-Baafskathedraal in Gent. Het retabel is van de hand van de gebroeders Jan en Hubert van Eyck (Vlaamse Primitieven). Het eikenhouten paneel meet 1,49 bij 0,55 m. Het stelt aan de voorzijde in olieverf op paneel, te paard gezeten, de zogenoemde Rechtvaardige Rechters voor; aan de achterkant is in grisaille Johannes de Doper afgebeeld. Het paneel werd gestolen in de nacht van 10 op 11 april 1934, gegijzeld voor losgeld, is sindsdien spoorloos en het voorwerp van een onvoorstelbare avontuurlijke zoektocht.

## De kunstroof, ook genoemdDe Stoutmoedige Diefte
Het paneel werd gestolen in de nacht van 10 op 11 april 1934, samen met het paneel (grisaille) dat Sint-Jan de Doper voorstelt. Drie weken na de diefstal ontving het bisdom een chantagebrief van een onbekende die zichzelf identificeerde met de letters D.U.A. Hoewel deze D.U.A. wel de grisaille retourneerde als blijk van zijn positie om te kunnen onderhandelen, liepen die onderhandelingen uiteindelijk vast. Een van de verdachten die betrokken zou zijn geweest bij deze kunstroof, als afperser, is Arsène Goedertier, een wisselagent uit Wetteren. Hij verklaarde in de laatste minuten op zijn sterfbed aan zijn vriend en advocaat Georges De Vos dat hij de enige was die wist waar het paneel zich bevond. Goedertier had volgens het verslag van de advocaat echter niet meer de kracht om met zijn laatste adem die bergplaats te onthullen. In het bureau van Goedertier werden korte tijd later de doorslagen gevonden van de D.U.A.-brieven waarmee de correspondentie met het bisdom werd gevoerd, alsmede een aantal schetsen. Ondanks die informatie kon men het paneel niet terugvinden.

## De kopie als voorlopige oplossing
Het paneel met de rechtvaardige rechters blijft tot op heden onvindbaar en werd in 1941 voorlopig vervangen door een kopie van de hand van Jef Van der Veken. De kopiist gaf een van de Rechters het profiel van de toenmalige koning Leopold III om, uit eerbetoon voor de oorspronkelijke schilder(s), er duidelijk op te wijzen dat het om een kopie gaat. De kopiist kon beschikken over een andere geschilderde kopie van de hand van Michiel Coxcie, in 1559 vervaardigd voor Filips II van Spanje. Het schilderen van dit vervangend paneel, in oppervlakte ongeveer één dertigste van het totale veelluik, heeft zes maanden intensieve arbeid gevergd. Een verklaring hiervoor ligt hierin dat elke vierkante centimeter geschilderd paneel door Van Eyck als een miniatuur werd afgewerkt. In 2021 maakte kunstenaar Mark van Crombrugge in zes maanden tijd een kopie van het paneel. Op voorstel van Vlaams minister van Onroerend Erfgoed Matthias Diependaele wordt het paneel vanaf 19 mei 2021 geëxposeerd in de Gentse Sint-Baafskathedraal.

## Zoektocht naar het verdwenen paneel

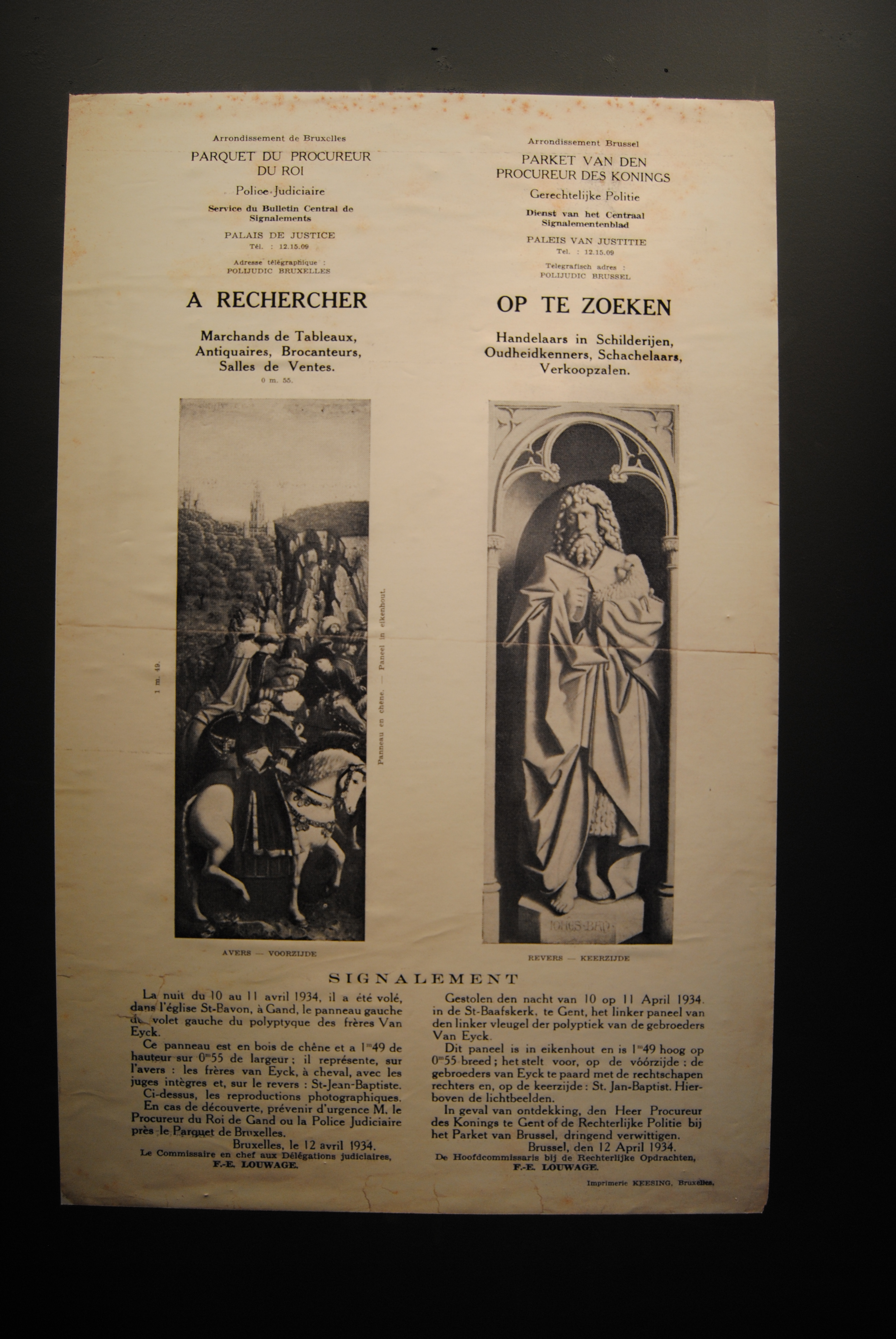
Oproep van het Parket, 1934

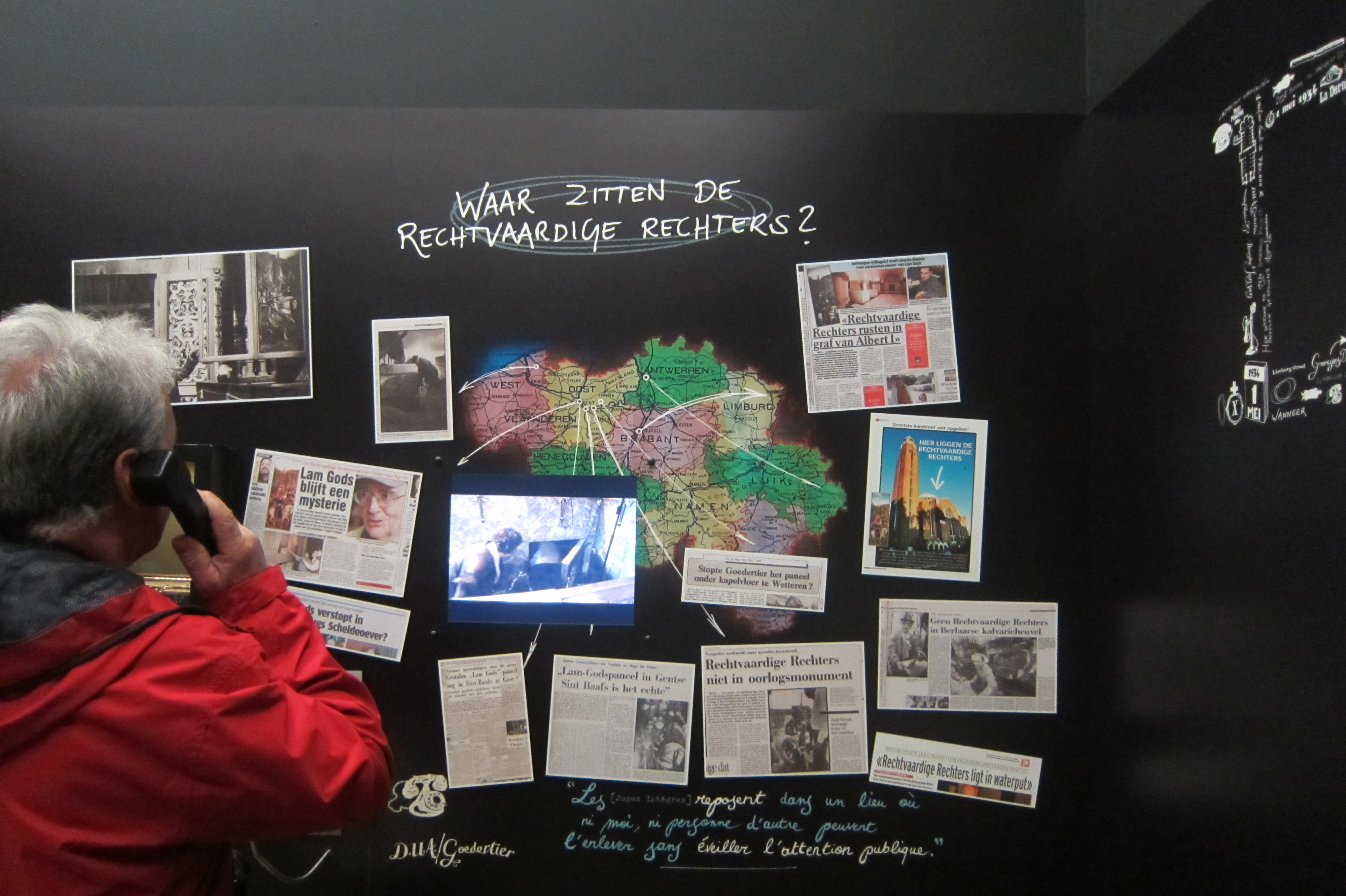
Gentse Stadsmuseum STAM, evocatie zoektocht verdwenen paneel Lam Gods, 2017

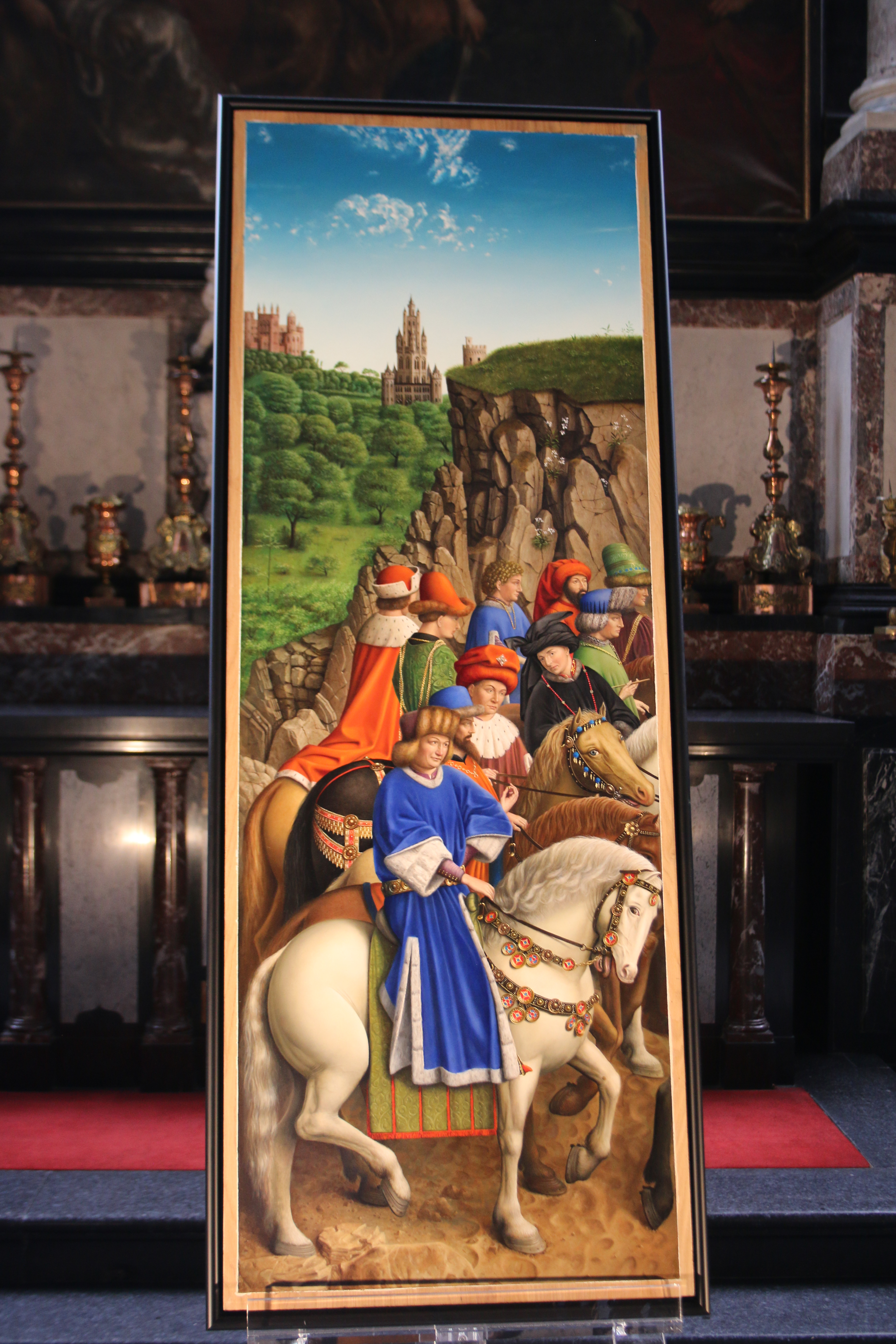
Kopie door Mark van Crombrugge

Vaak komen amateurspeurders aandraven met goed geargumenteerde oplossingen van het raadsel. Tot nu toe is niemand echter erin geslaagd het paneel te ontdekken. Men gaat ervan uit dat het paneel, als het ergens verborgen ligt, minstens zwaar door de tijd moet zijn aangevreten. Andere theorieën laten het paneel ondertussen lang opgenomen zijn in een privécollectie, doch het spreekt vanzelf dat dit werk nooit publiek verkoopbaar zal zijn.
Gaston De Roeck (1937 – 2005) was een van de bekendste speurders naar het verdwenen paneel. Een eerste theorie (november 1976) omtrent de bergplaats van de Rechtvaardige Rechters was gebaseerd op de tekeningen uit een gevonden notaboekje bij de afperser en wees naar de graftombe van Viglius Aytta in de Sint-Baafskathedraal.
In augustus 2001 zette hij onder het pseudoniem Arsène Goedertier - iAG (naar de vermoedelijke afperser) een website op, die ontzettend druk bezocht werd. Op deze mysterieuze site werd dieper ingegaan op de (mogelijke) omstandigheden van de diefstal. "Een priester verkwanselt geld van eerbare katholieken, de bisschop weigert de gedupeerden een vergoeding, een kanunnik steelt daarop eigenhandig twee panelen van het Lam Gods." Na meer dan een jaar, op 4 oktober 2002 wordt onder grote en internationale belangstelling een bergplaats achter het altaar van de dekanale Sint-Gertrudiskerk te Wetteren aangeduid. Op deze plaats wordt een lege nis aangetroffen die exact de afmetingen heeft van het gestolen paneel. In juli 2015 verklaart familielid Christiana De Geest in dergelijke richting dat kanunnik Kamiel Van Ongeval het kopstuk was achter de roof.
Maria De Roo uit Wetteren beweerde dat de SS tijdens de oorlogsjaren het graf van Arsène Goedertier liet openbreken om meer aanwijzingen te verkrijgen naar het verdwenen paneel. Zij vermoedde dat het paneel nog tijdens de Tweede Wereldoorlog werd teruggevonden en teruggehangen in de Sint-Baafs kathedraal te Gent.
In de jaren zeventig van de 20ste eeuw kwam Gust Vervloet op basis van schetsen van Goedertier en wichelroedeonderzoek tot het besluit dat het paneel achter een marmeren plaat in de Sint-Baafs te Gent verborgen zat. Na het wegbreken van de plaat vond men niets terug.
Een op rust gestelde politieagent Chris Noppe beweerde in 2001 in een publicatie dat het paneel zich in de koninklijke crypte van koning Albert I te Laken bevond. Het paneel verdween in het jaar van het overlijden van de koning. Het Paleis gaf evenwel nooit toestemming tot verder onderzoek.
Speurder Willy Nachtergaele vermoedt dat het ontvreemde paneel verborgen zit in de Sint-Laurentiuskerk te Antwerpen. Nachtergaele zei in december 2006 met harde aanwijzingen voor de dag te komen: "De neo-Byzantijnse Sint-Laurentiuskerk in Antwerpen, op de hoek van de Van Schoonbekestraat en de Markgravelei te Antwerpen is gebouwd in het jaar 1934, hetzelfde jaar van de diefstal. Dat had ik nog nergens vernomen. Toen ik dat toevallig ontdekte, besloot ik alle bekende en minder bekende puzzelstukken opnieuw bij mekaar te leggen." De Sint-Laurentiuskerk speelde een opvallende rol in de weken na de diefstal. De afperser kwam bij de pastoor van deze kerk een gedeelte van het losgeld nl 25 000 BF ophalen van het miljoen dat hij eiste voor het paneel.
Op zaterdag 28 juni 2008 kreeg de politie van Gent een tip binnen van Franky De Smet die zich in de brieven van Goedertier had verdiept en misschien de bergplaats van het paneel kende. De tipgever zei dat het paneel er in een zinken omhulsel in een waterput verborgen zou liggen aan de Gentse Sint-Jansvest. Een 20-tal speurders kwamen ter plaatse en met een graafmachine braken ze de vloer van een ondergrondse parkeergarage in Gent open. Er werd een oppervlakte van ongeveer 5 op 5 meter blootgelegd, tot op 1 meter diep. Een eerste onderzoek met een speciale radar had aangegeven dat er zich metaal onder de garagevloer bevond, maar de metaaldetector reageerde vermoedelijk op staal in het gewapend beton. De put werd nadien weer toegegooid.
In September 2006 verscheen het boek "Satans lied" van de hand van journalist Karl Hammer, dat later werd heruitgegeven onder de titel "De grootste kunstroof uit de geschiedenis". Het boek toonde de beweerdelijke betrokkenheid aan van religieuze en occulte groepen bij de diefstal waarbij de tentakels reikten tot in het Franse Rennes-le-Château. Sommige critici deden het af als verzinsel totdat bleek dat een door Hammer beschreven monnik die hem had geholpen bij de vertaling van Latijnse teksten, de prior Frans Huiting van de Sint-Paulusabdij te Oosterhout (Noord-Brabant) was. Deze abdij speelde in de beginfase van de diefstal (mei 1934) een prominente rol en werd ook als mogelijke bergplaats vermoed. Toen tevens bleek dat Hammer de oprichter was een stichting (Stichting Frieda) waarvan de Nederlandse Staatssecretaris van Justitie Jan Glastra van Loon voorzitter was en bisschop Monseigneur Muskens van Breda tezamen met andere senatoren in het Comité van Aanbeveling zat, werd, gelet op zijn contacten, de bronneninformatie van Hammer steeds waarschijnlijker geacht.
Kort na de publicatie van Hammer werd in november 2006 door de Vlaams minister van Cultuur Bert Anciaux 20.000 euro opzij gelegd voor de vinder van het paneel "De rechtvaardige rechters". Anciaux preciseert: "Het is geen premie voor de eerlijke vinder, maar als iemand het paneel nu echt weet liggen maar er niet bij kan omdat de graaf- of breekkosten te hoog zijn, kan hij beroep doen op de vergoeding, op voorwaarde dat het paneel boven water komt".
In 2007 publiceerde auteur Christtian Stickx (pseudoniem) een gedeeltelijk op reeds verschenen informatie gebaseerde analyse van de feiten, waarbij hij De Sint-Hubertuskapel in de Belgische gemeente Tervuren aanduidde als bergplaats en verbanden legde tussen de zaak van de Rechtvaardige Rechters en het voor de Rooms-Katholieke Kerk cruciale 'geheim', dat verscholen zou liggen in of nabij het Franse Rennes-le-Château. Volgens critici ontleende Stickx die veronderstelling op het werk "Satans lied" van de in dit segment ook genoemde journalist Karl Hammer
In augustus 2009 kwam de Gentse advocaat Johan Vanden Abeele aanzetten met de theorie dat het verdwenen paneel verborgen zit in een van de veertien kapelletjes van de kruisweg aan de Calvarieberg nabij de Bareldonkkapel in het gehucht Donk (gemeente Berlare).
In maart 2014 kwam De rechtvaardige rechters opnieuw uitgebreid in het nieuws toen historicus Paul De Ridder stelde dat het paneel in handen zou zijn van een vooraanstaande Gentse familie die het kreeg via een erfenis. Uit schrik voor hun goede naam zouden ze dit echter verborgen houden. Paul De Ridder zegt zijn informatie verkregen te hebben van de toen reeds overleden grondwetspecialist Robert Senelle. Die zou daarvan in 1968 rechtstreeks op de hoogte gesteld zijn door een familielid en tevergeefs jarenlang geprobeerd hebben te bemiddelen met de familie om het paneel terug te geven. Paul De Ridder geeft de naam van de familie niet prijs, in de hoop dat de zaak nog in der minne zou kunnen worden geregeld. Critici beweren echter dat dit alles op drijfzand is gebouwd omdat Senelle nooit enige schriftelijke nota nagelaten heeft die de bewering ondersteunt. Het verhaal van de 'vooraanstaande familie' sluit aan bij een lang gekend gerucht dat politici Frans Van Cauwelaert en August De Schryver iets met de diefstal zouden te maken hebben om de bankencrisis van de jaren 30 te boven te komen. De familie De Schryver waarover sprake zou zijn ontkent iets met de zaak te maken te hebben, zij noemden de zaak "Fantasie, uitgevonden zaken. We kunnen het niet anders zien dan als een grap.".
De bewering echter, dat het paneel nog steeds in omloop is, wordt kracht bijgezet door Jan Bosselaers, gewezen directielid van de Kredietbank. In een interview met de VRT in juni 2015 bevestigt Bosselaers dat toenmalig CEO Jan Huygebaert via advocaten een aanbod kreeg om, in ruil voor 20 miljoen Belgische frank, het paneel terug te bezorgen. Na enig overleg kon de transactie doorgaan, maar op dat moment trok de tegenpartij zich terug. Jan Huygebaert bevestigde dat het relaas van Bosselaers in grote lijnen klopt.
In juni 2018 verklaarde auteur Marc de Bel dat men het paneel op het spoor zou zijn. In het boek De veertiende brief (2018) geven Marc de Bel en Gino Marchal aan dat het bewuste paneel zich onder de Gentse Kalandeberg bevindt, een pleintje op voetafstand van de Sint-Baafskathedraal. Twee jaar voor de diefstal (in 1932) werden rioleringswerken uitgevoerd die Arsène Goedertier moet hebben gezien. Hij kwam regelmatig in deze buurt want zijn stamcafé lag in de Koestraat. Werklieden stuitten er op een onderaardse gang waarvan de afmetingen van het verdwenen paneel in passen. Nader onderzoek door middel van microgolven bleek echter geen uitsluitsel te geven. Volgens de auteurs de ideale plek om het paneel te verbergen. Ook op 7 mei 2019 is op dezelfde plaats verdergezocht, maar tevergeefs.

## In populaire cultuur
- De mysterieuze diefstal vormt een groot deel van de plot in het De Kiekeboesalbum Tiznoland.
- Het komische radio- en tv-spelprogramma De rechtvaardige rechters is geïnspireerd op het paneel.
- In Albert Camus' roman De Val beweert hoofdpersoon Jean-Baptiste Clamence in het bezit te zijn van het gestolen paneel.
- De roman Het geheim van de dubbele muur door Valère Depauw (Davidsfonds 1969) verhaalt een amateuristische zoektocht naar het verborgen paneel.
- Mark Tijsmans baseerde voor zijn boek "Wiet Waterlanders en de echt aardige rechters" zich op het verhaal.
- Een ander uitgangspunt dan literatuur vormt de uitleg van Christian Vanderhaeghe als scenarist voor het stripverhaal De diefstal van het Lam Gods of de boodschapper van de goden uit de Harry Dickson reeks van uitgeverij Editions Art &BD.
- Het paneel speelt een centrale rol in het boek "Het geheim van Gent" van schrijver Steve Berry uit 2022. Een ontdekking op het paneel luidt een avontuurlijke queeste in naar de betekenis van en de reden waarom het al zo lang onvindbaar is.